# Erechthias molynta
Erechthias molynta är en fjärilsart som beskrevs av Edward Meyrick 1911. Erechthias molynta ingår i släktet Erechthias och familjen äkta malar.
Artens utbredningsområde är Seychellerna. Inga underarter finns listade i Catalogue of Life.